# 뮈세윔플레인

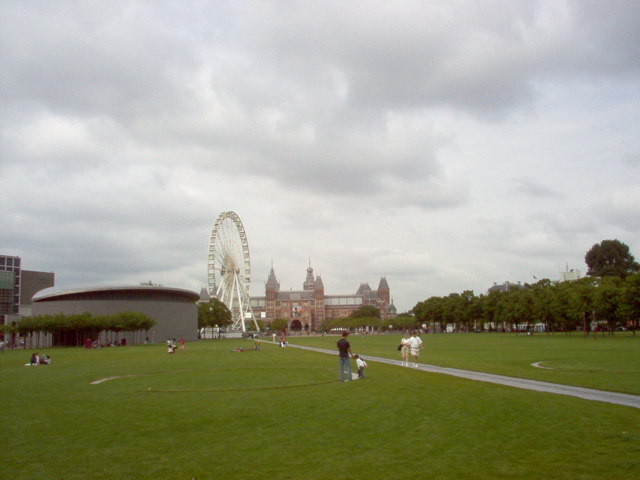
뮈세윔플레인

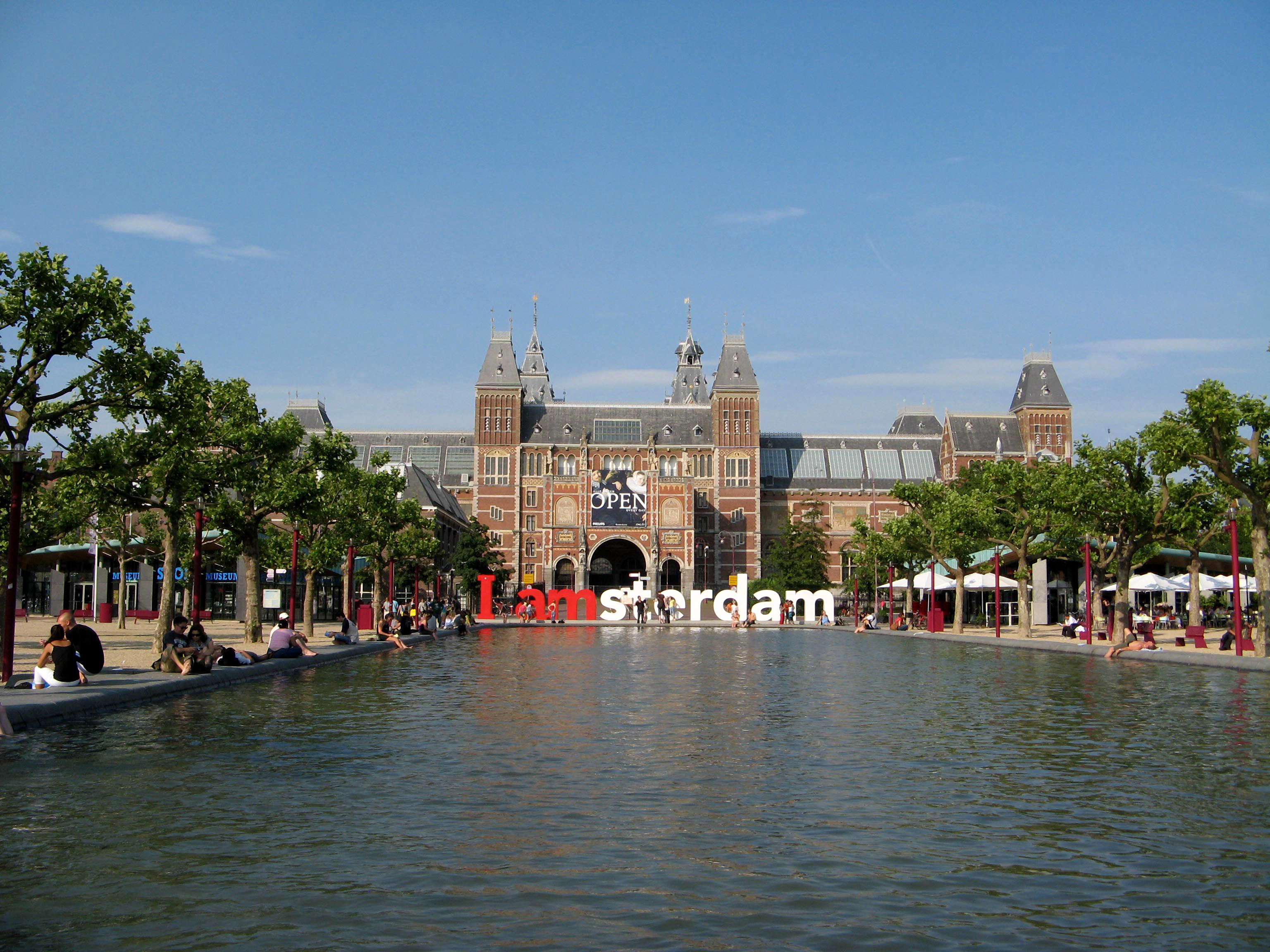
I Amsterdam 로고

뮈세윔플레인(네덜란드어: Museumplein)은 네덜란드 암스테르담에 위치한 광장으로, 암스테르담 국립미술관, 반 고흐 미술관, 암스테르담 시립 미술관, 콘세르트헤바우가 있다.